# Colli Orientali del Friuli Cialla Picolit
Le Colli Orientali del Friuli Cialla Picolit est un vin blanc doux italien de la région Frioul-Vénétie Julienne doté d'une appellation DOCG depuis le 30 mars 2006 après avoir été doté d’une DOC le 20 juillet 1970. Seuls ont droit à la DOC les vins blancs récoltés à l'intérieur de l'aire de production définie par le décret. Les vignobles autorisés se situent au nord - est de la province d'Udine dans les communes de Tarcento, Nimis, Faedis, Povoletto, Attimis, Torreano, San Pietro al Natisone, Prepotto, Premariacco, Buttrio, Manzano, San Giovanni al Natisone et Corno di Rosazzo.
Cialla est une sous-zone défini par une petite vallée dans l’aire de production.
Voir aussi les articles Colli Orientali del Friuli Picolit, Colli Orientali del Friuli Picolit riserva et Colli Orientali del Friuli Picolit superiore

## Caractéristiques organoleptiques
- couleur: jaune doré plus ou moins intense
- odeur: délicat, caractéristique, avec des arômes de fleurs d’acacia.
- saveur: aimable ou doux, plein, harmonique, délicat

Le Colli Orientali del Friuli Cialla Picolit  se déguste à une température comprise entre 6 et 8 °C. Il se gardera 8 – 10 ans.

## Production
Province, saison, volume en hectolitres :
- Udine (1996/97) 18,9